# Bomba planeadora

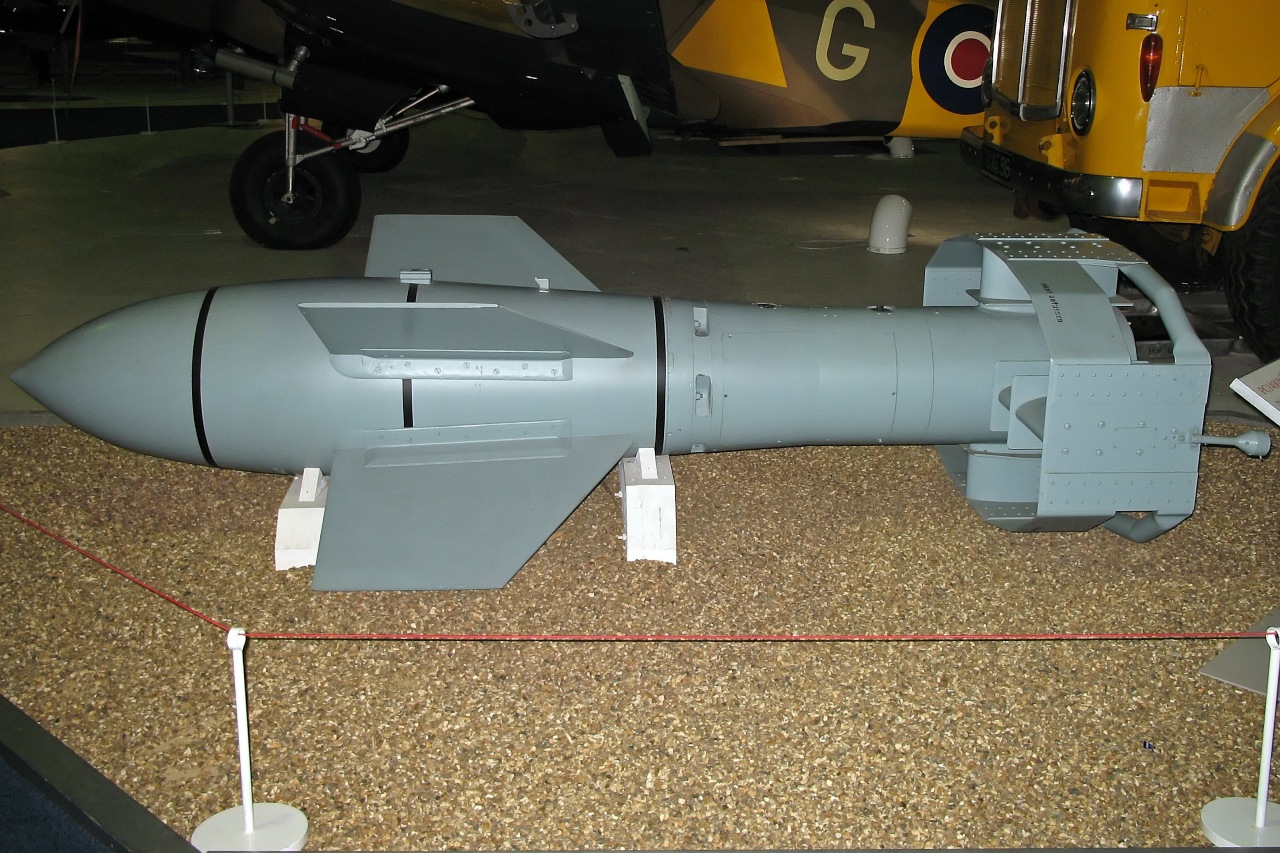
Una bomba planeadora alemana Fritz X

Una bomba deslizante o bomba planeadora es un arma de lanzamiento a distancia con superficies de control de vuelo para darle una trayectoria de vuelo más plana y deslizante que la de una bomba convencional sin dichas superficies. Esto permite que se lance a una distancia del objetivo en lugar de justo sobre él, lo que permite un ataque exitoso sin exponer el avión de lanzamiento a las defensas aéreas cercanas al objetivo. Las bombas planeadoras pueden lanzar con precisión ojivas de una manera comparable a los misiles de crucero a una fracción del coste (a veces instalando kits de control de vuelo en bombas simples no guiadas) y son muy difíciles de interceptar para los misiles tierra-aire debido a sus diminutas firmas de radar y sus cortos tiempos de vuelo. La única contramedida eficaz es interceptar los aviones de lanzamiento antes de que se acerquen al alcance, lo que convierte a las bombas planeadoras en armas muy potentes cuando las exigencias de la guerra lo impiden.
Las bombas deslizantes de la Segunda Guerra Mundial, como las alemanas Fritz X y Henschel Hs 293, fueron pioneras en el uso de sistemas de control remoto, lo que permitió que el avión controlador dirigiera la bomba a un objetivo preciso como una forma pionera de munición guiada con precisión. Los sistemas modernos son generalmente autoguiados o semiautomáticos y utilizan designadores GPS o láser para alcanzar su objetivo.
El término "bombardeo planeador" no se refiere al uso de bombas planeadoras, sino a un estilo de bombardeo en picado en ángulo poco profundo.